# 科琳娜 (犹他州)
科琳娜（英語：Corinne），是美国犹他州博克斯埃尔德县下属的一座城市。建市于1869年，面积大约为3.88平方英里（10平方公里），海拔约为4,226英尺（1,288米）。根据2010年美国 人口普查，该市有人口685人。